# 羅富國教育學院
羅富國教育學院（英語：Northcote College of Education）是一所曾經在香港提供專職教師專業培訓的院校，1939年創立，1994年被合併為香港教育學院（現已正名為香港教育大學）。該學院為香港第一間專門培訓教師的院校，原定名為香港師資學院，之後才以提倡設立該院的當時的香港總督羅富國命名，並以羅富國的家族徽章作為校徽。

## 歷史
1939年，香港師資學院成立，校址選定於西營盤般咸道拔萃男書室舊址，並暫設校於附近的醫院道，成為香港第一所全日制師範院校。
1941年，香港師資學院正式校址啟用，並易名為羅富國師範專科學校；同年12月，由於第二次世界大戰波及香港，學院停辦至1946年3月才復辦。
1947年，羅師開始與政府商討遷校事宜，以方便學院發展，直至1958年正式定址於沙宣道，同年立項動工。
1950年代，由於教師需求大增，本校先後在1952-59年間，開設兼讀制及全日制小學教師培訓課程，以及兼讀制中學教師培訓課程，並以中英語文教育為主，奠定羅師專責語文教育的定位。
1962年，羅師遷往薄扶林沙灣沙宣道21號新校，上環原來校舍用作中文大學聯合書院校址至1972年。
1967年，因應政府要求，包括羅師在內的三所師範專科學校，均易名為「師範學院」。
1971年開始，包括羅師、葛師及柏師三所教育學院，改用聯合收生制度，並設招生委員會，由三所教育學院院長輪任。
1972年，羅師於第一代校址設立分校。
在1970年代後，羅師再陸續增設諸如家政及數學教育培訓、高級師資培訓課程等新科目。
1989年，羅師50週年金禧校慶。
羅富國教育學院於1994年9月1日起，被合併為香港教育學院的一部份（現已正名為香港教育大學）。初期，本校仍為教育學院的校舍之一。1996年，香港大學宣佈在羅師舊址上建造香港大學醫學院新綜合大樓，並於同年立項；因此，羅師校舍在1997年10月遷入大埔教育學院永久校舍後，旋即被拆卸重建。

## 特色與人員作風
由於羅富國教育學院長期由英國人領導，因此在作風上傾向開明，例如在行政方面，收生事務下放至講師層面全權負責（尤其是韓敦出任院長時期，其作風為師生稱道）；而在校規方面，羅師亦傾向較為自由（例如不設校服）。另外，羅師學生亦多來自英文中學，加上在1960-1980年代初，主要由英國教育專家出任講師，而學生亦必修英語教育課程。因此，羅師英語化程度極高，而在英中學生心目中的聲譽僅次於香港大學。

## 歷任院長
如無特別指明，下述任期年份均由8月1日開始，7月31日結束；併入教院後則由9月1日開始，8月31日結束。

### 羅富國師範專科學院院長
- 柳惠露（前譯羅威爾）（T. R. Rowell）（1939-1941 第一任，戰後升任教育司）
- 惠柳新（J. M. Wilson）（1941年9-12月（署任））
- 博德（前譯波特）（A. L. Potter）（1946年3-10月、1949-1950（兩次均為署任））
- 富嘉新（J. Ferguson）（1946年10-12月（署任））
- 戴雅（W. J. Dyer）（1947-1949 第二任、1951-1953年2月 第三任）
- 戴維時教授（Prof. S. G. Davis）（1950-1951（署任））
- 鄭震寰（1953年3-11月（署任）、1955-1960 第五任，首位本地出身院長）
- 顏季諾（K. J. Attwell）（1953-1955 第四任）
- 吳廣源（1960-1961（署任），後調任柏立基教育學院首任正式院長）
- 盧家禮（C. J. G. Lowe）（1961-1963 第六任）
- 田柏士博士（Dr. A. Deans Peggs）（1963-1966年6月 第七任）
- 張伯倫（T. McC. Chamberlain）（1966年7-8月（署任），後調任伊利沙伯中學第三任校長及柏立基教育學院第四任院長）
- 麥禮義（亦作麥尼路）（H. N. McNeill）（1966-1967（署任），後調任伊利沙伯中學第四任校長）

### 羅富國教育學院院長
- 韓敦（亦作韓頓）（A. Hinton）（1967-1974年2月 第八任，曾出任伊利沙伯中學校長）
- 譚寶珍（M. R. Templeton, Mdm）（1974年2月-1981年5月 第九任，最後一位英國教育系統公務員出任院長）
- 何兆倫（1981年5月-1988年8月 第十任）
- 趙蘇麗珍（1988-1990 第十一任，後調任葛量洪教育學院院長）
- 鄭丘淑琦（1990-1993 第十二任）
- 麥陳尹玲（1993-1994年9月1日 第十三任）

### 香港教育學院羅富國分校院長
- 麥陳尹玲（1994年-1995年6月1日，後離開教院出任伊利沙伯中學舊生會中學首任校長）
- 陳關坤德（1995年6月1日-1995年8月31日（署任））
- 劉煒堅博士（1995-1996年8月31日 第十四任，末任院長）
- 馮志揚（1996年1月2日-7月20日（署任））

### 香港教育學院羅富國分校課程組別統籌主任
- 劉煒堅博士（1996年9月1日-1997年10月）

1994年9月1日，羅富國教育學院併入香港教育學院（教院），各師範學院初期暫行類似書院聯邦制的管理制度。1995年9月1日起，則統一改由教院院長領導；而三分之二按教育署公務員條款聘用、並通過教院轉職面試的教職員，亦於同日起改為受聘於教院。1997年10月尾，教院遷入大埔永久校舍工作完成，各分校課程組別統籌主任職位宣告撤銷，亦象徵各前教育學院正式結束。

## 校園
在羅師併入教院前，共設有兩個校園：沙宣道正校及般咸道分校。其中，後者為羅師第一代校址。

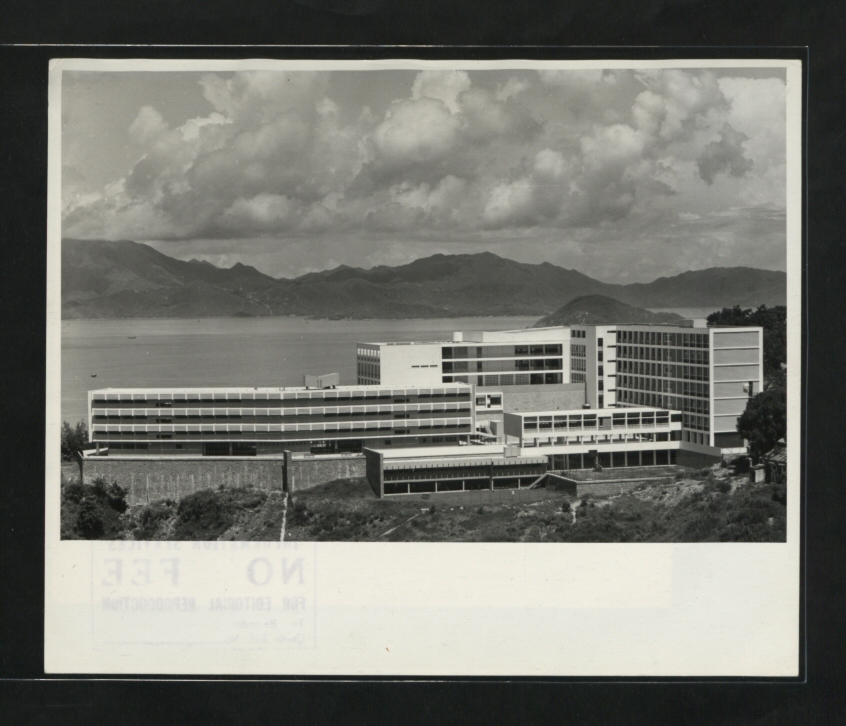
沙宣道校園（1962年）

### 沙宣道校園（香港教育學院羅富國第一分校）
正校於1958年立項興建，1962年建成，由主樓、圖書館、學生及舍監宿舍組成，後期亦增建5層高新翼。所有行政及教學單位均設於樓高7層的主樓（現港大醫學院蒙民偉樓位置）內，而主樓外觀採國際風格設計。而圖書館則設於校門左側，只有一層，下方為教職員停車場。3層高的學生宿舍（現醫學院實驗室樓位置）共設有192個宿位（女生128個，男生64個），呈V字形，可享鋼綫灣一帶海景，但已於1983-1986年間改建為教室，以應付學院發展。新翼則設於圖書館對出空地（現醫學院正門標誌式觀星台），於1993年完工。所有建築物已於1997年11月騰空，翌年拆卸重建。
本校園的設計曾獲《Hong Kong and Far East Builder》建築雜誌刊登，是工務司署建築設計中較為優秀的一個項目。此外，由於新翼僅啟用四年即告拆卸，亦曾被質疑浪費公帑。

### 般咸道校園（香港教育學院羅富國第二分校）
此校園是羅師第一代校舍，於1962年遷出。1972年聯合書院遷入馬料水後，翌年羅師即再使用此校園，並在此開設分校，以應付學生人數增加。1997年，隨著大埔永久校址的啟用，本校舍亦告關閉，並於三年後改為般咸道官立小學。

## 著名校友
- 陳馮富珍（羅師），前任世界衛生組織總幹事，前香港特別行政區政府衛生署署長。
- 小思（羅師），盧瑋鑾。香港當代著名的散文作家、教育家。前香港中文大學中文系教授。[3]
- 林浣心（羅師），前任英華小學校長。
- 楊家聲，GBS，SBS，MBE，JP（羅師），前香港房屋協會主席，城市大學校董會成員，前香港中華煤氣有限公司企業人力資源總監。
- 何嘉麗（羅師），著名劍擊運動員，亞運銅牌得主。
- 王齊樂，MH（羅師），著名書法家、資深教育工作者，現為香港蘭亭學會會長、樂天書法學會會長，並於香港大學專業進修學院任兼職講師，亦曾出任教育署督學、官校校長和官立成人夜中學校長等公職。1992年獲選為「香港優秀教育工作者」；2000年獲香港教師會頒授「金鐸獎」；2011年獲香港大學專業進修學院授予「客座教授」榮銜。
- 何萬森 (葛師 ‧ 羅師)，資深教育家、創業家，現為明德文化事業有限公司、成功出版社、智慧出版社有限公司執行董事，及香港中文大學校友會聯會教育基金會、明我教育機構（非牟利組織）董事。
- 蘇恩佩（羅師），基督教徒，決志奉獻一生給上主，關懷弱勢社群，放棄進入香港大學，選擇入讀羅富國師範學院，畢業後在當時很偏遠的荃灣區擔任小學音樂老師，亦為香港著名青少年服務機構突破機構創辦人。
- 曾智華（羅師） ，前香港電台DJ及中文台節目發展總監，現於澳門電台從事顧問工作，亦曾在電視廣播有限公司擔任編導。
- 莫紉蘭（羅師），曾任軒尼詩道官立小學、廣東道官立小學、福華街官立小學及九龍船塢紀念小學等校校長，致力推動活動教學及兒童戲劇教育，亦曾出任官小校長會主席、灣仔區校長會委員等公職。2003 年獲香港戲劇協會頒發香港舞台劇「終身成就獎」。
- 陳永華，JP（羅師、柏師），香港大學專業進修學院人文及法律學院總監暨創意及表演藝術中心總監，香港作曲家、音樂家。曾任中文大學文學院副院長、音樂系講座教授、香港作曲家及作詞家協會主席，1992年獲香港十大傑出青年。
- 李慧嫻（羅師、葛師），著名藝術家、雕塑家，香港藝術館及香港文化博物館名譽顧問。
- 黃星華，GBS，OBE，JP（羅師），香港天主教徒，國際專業管理學會榮譽會長、善寧會榮譽會長，1997-2002年任房屋局局長，亦曾出任教育署署長、郵政署署長、副教育及人力統籌司等公職。
- 藍鴻震，GBS，ISO，JP（羅師），香港特區首位民政事務局局長、第十屆及第十一屆全國政協委員，1991年獲委派為香港駐東京經濟貿易首席代表，亦曾出任港九政務署長、房屋署副署長、教育署副署長等公職。現為國際專業管理學會會長，及多家上市公司董事。
- 陳耀南（羅師），廣東新會人，著名學者，香港大學、香港理工學院、臺灣中正大學、中興大學榮休及榮譽教授，專長中國文化及文學。
- 譚志成，MBE（羅師），香港水墨畫畫家，曾於香港九龍華仁書院擔任美術科教師，1971年任香港博物美術館副館長，後出任香港藝術館創館總館長。任內他除了負責在香港推廣藝術以外，亦有參與茶具文物館、香港藝術館新址及香港視覺藝術中心的籌建工作，畢生致力推廣藝術工作及藝術教育。
- 徐淦，CBE，JP（羅師），畢業後赴英国留學，曾任教於皇仁書院，現任香港潮州商会名誉会长，1991年任公务员叙用委员会主席，1989年被委任为文康广播司，亦曾擔任文康市政司、市政总署署长、港九市政署长多項公職。
- 陳達文，SBS（羅師），畢業後曾任教於皇仁和喇沙書院，現任香港聯合國教科文組織協會副會長，2002-2004年出任香港藝術發展局主席，亦曾擔任文化署署長、影視及娛樂事務管理處處長、副憲制事務司、勞工處處長、屋宇地政署署長等多項公職，2012年獲香港藝術發展局頒發「終身成就獎」。
- 莫鳳儀，MH，JP（羅師），香港演藝學院校董會成員，香港教育大學附屬有限公司行政會議成員，啟基學校創校校長，1994年獲選十大傑出青年，前香港數碼電台首席顧問、校園台台長，等。
- 鄭永常（羅師），台灣國立成功大學歷史學系兼任教授，以及香港新亞研究所榮譽教授。
- 韋然（羅師），填詞人，有「香港兒歌之父」之稱[註 1]。

## 註解
1. ↑  有關韋然母校的資料，出自香港電台第一台廣播節目《舊日的足跡》於2024年2月4日的訪問。

## 外部連結
维基共享资源上的相關多媒體資源：羅富國教育學院